# Nintendo Entertainment System
Nintendo Entertainment System (NES у Північній Америці та Європі, Famicom (Family Computer) в Японії, Hyundai Comboy у Південній Кореї) — восьмибітова гральна консоль, популярна у другій половині 1980-х і на початку 1990-х років, виробництва компанії Nintendo.
З 1993 року NES з'явилася в Україні та Росії у вигляді нелегального тайванського клона, під назвою Dendy. Її поширенням займалася фірма Steepler. Виробництво приставки було офіційно припинено у 1995 році.
У Індії продавався клон Little Master та Wiz Kid, а у Польщі був клон під назвою Pegasus.
Новинка виявилася виключно вдалою і зуміла завоювати практично весь американський і японський ринок домашніх ігрових систем. Консоль була представлена з великим пакетом ігор, серед яких найвідомішими та комерційно успішними були ігри сімейства Super Mario Bros. Головний герой цих ігор — Маріо — став талісманом корпорації Nintendo. Всього, за офіційними даними, було продано понад 60 млн Nintendo Entertainment System і більше 500 млн ігор до них. Оскільки вихід консолі відбувся незабаром після кризи ігрової індустрії, багато критиків саме їй приписують відродження ігрового ринку і відкриття третього покоління відеоприставок, оскільки вдалі апаратні характеристики та багата бібліотека ігор викликали інтерес як у споживачів, так і у розробників, що відвернулися було від ігрової індустрії після кризи.
З початку 1990-х років популярність NES почала неухильно знижуватися через появу досконаліших шістнадцятибітових приставок, перш за все, Sega Mega Drive і наступного покоління консолей від самої Nintendo — Super Nintendo Entertainment System. Випуск консолі у Японії продовжувався до 2003 року.
У 2009 році Nintendo Entertainment System зайняла перше місце у рейтингу ігрових консолей усіх часів за версією IGN. У 2010 році приставка відсвяткувала 25 річницю з дня виходу. Присвячена цій події стаття вийшла у офіційному журналі Nintendo Power у листопаді 2010 року (№ 260). В липні 2016 року було анонсовано мініатюрну версію приставки під назвою NES Classic Edition, яка очікується до виходу 11 листопада 2016. 

## Історія

### Запуск у виробництво
Після випуску кількох популярних аркадних автоматів на початку 1980-х років, фірма Nintendo ухвалила рішення про випуск власної консолі, що працює на змінних картриджах. Спроєктована Масаюкі Уемурой і випущена в Японії 15 липня 1983, Nintendo Family Computer (Famicom) набирала оберти повільно: у перший рік свого існування приставку часто критикували за ненадійність, часті збої та помилки у програмуванні. Після відклику продукту та повторного випуску з переробленою материнською платою популярність приставки різко зросла — до кінця 1984 року Famicom стала найуспішнішою ігровою консоллю в Японії (було продано більше 2,5 мільйонів консолей), залишивши свого найближчого конкурента, Sega SG-1000, позаду. У 1986 році в Японії почався випуск консолі NES — технологічно дешевшої модифікації Famicom. Розширюючи ринок збуту, Nintendo звернула свою увагу на ринки Північної Америки.
Nintendo почала переговори з Atari для спільного просування консолі на північноамериканський ринок під назвою Nintendo Enhanced Video System. Операція зірвалася — Atari розірвала відносини з Nintendo у відповідь на заяву Coleco, в якій говорилося про неліцензований порт гри Donkey Kong для їх Coleco Adam. Хоча гра була випущена без дозволу або підтримки Nintendo, Atari сприйняла це як знак того, що Nintendo співпрацює з одним із головних конкурентів Atari.
Atari вирішила сконцентрувати зусилля на своїй власній восьмибітовій консолі наступного покоління — Atari 7800. Плани Nintendo самостійно просувати консолі Famicom в Північній Америці з розширеним комплектом поставки: (клавіатурою, касетним магнітофоном, бездротовим геймпадом та спеціальним картриджем з мовою програмування BASIC) не отримали реальні результати. Врешті-решт, у червні 1985 року Nintendo представила американську версію Famicom на Consumer Electronics Show (CES).

### Золоті роки

Kirby's Adventure, видана у 1993 році, одна з останніх ліцензійних ігор для NES.

З повністю переробленим корпусом та новою назвою, Nintendo Entertainment System, приставка виявилася настільки ж популярною в Америці, наскільки Famicom була популярна в Японії. Вона зіграла найважливішу роль у відродженні інтересу до індустрії відеоігор після кризи 1983 року. Спочатку Nintendo випустила в продаж 50 000 приставок у Нью-Йорку, потім, на хвилі попиту та зростання популярності, приставки NES надійшли у продаж по всій країні. Старт продажів систем у Нью-Йорку відбувся 18 жовтня 1985, а запуск на всій території США — у лютому наступного року. Разом із запуском продажів приставки у Нью-Йорку відбувся реліз 17-ти ігор до Nintendo Entertainment System: 10-Yard Fight, Baseball, Clu Clu Land, Donkey Kong Jr. Math, Duck Hunt, Excitebike, Golf, Gyromite, Hogan's Alley, Ice Climber, Kung Fu, Mach Rider, Pinball, Stack-Up, Tennis, Wild Gunman та Wrecking Crew.
До кінця десятиліття Nintendo була безперечним лідером на американському та японському ігрових ринках, а її ігри били всі рекорди продажів. Проте консоль не стала настільки популярною в інших західних країнах здебільшого через те, що до початку 1990-х років мала недостатню рекламну підтримку. Ситуація ускладнювалася управлінськими проблемами компанії у Канаді, а європейське представництво Nintendo до 1990 року не існувало взагалі: поширенням приставки займалися незалежні компанії. Це дозволило її конкурентові, компанії Sega зі своєю приставкою Sega Master System обійти Nintendo в багатьох країнах.

### Зменшення популярності
З початку 1990-х років конкуренція з боку технічно досконаліших систем, таких як 16-бітова Sega Mega Drive, поклала край безперечному пануванню NES. Нова консоль четвертого покоління — Super Nintendo Entertainment System (SNES) затьмарила собою NES, а кількість користувачів останньої стала поступово зменшуватися. Першу половину 1990-х Nintendo продовжувала підтримувати NES в Америці і навіть випустила нову версію консолі, яка повинна була вирішити недоліки оригінальної апаратної частини NES. Після 1995 року через падіння продажів та недостатню кількість нових ігор американське відділення Nintendo офіційно припинило підтримку NES. Попри це, японське відділення Nintendo продовжувало випуск консолей Famicom невеликими накладами до жовтня 2003 року. За офіційними даними за всю історію продажів NES було продано близько 60 мільйонів консолей і 500 мільйонів ігор до них. У 2007 році японське відділення Nintendo оголосило, що Famicom більше не ремонтуватимуться через брак необхідних деталей.

### Відродження NES за допомогою емуляції
З появою емуляторів з'явилася можливість грати у відеоігри розроблених для NES на персональних комп'ютерах, а згодом і на інших консолях. Для цього необхідна наявність програми-емулятора і відповідного рому (відомі емулятори: Nestopia, Jnes, VirtuaNES, FCE Ultra). Крім того, сучасні технології дозволяють емулювати ігри на мобільних телефонах (емулятори vNES, vNES J2ME, Nescube). Паралельно зі зростанням інтересу до емуляції зросла зацікавленість у модінгу консолі. Люди, захоплені цим хобі, створювали нові корпуси для NES або просто розбирали приставку для власного задоволення. Ігрові контролери були особливою метою для модінгу: їх часто під'єднували до комп'ютера через паралельний або USB-порт. Деякі моддери перетворювали консоль на портативну систему, використовуючи для цього АА-батарейки і LED або рідкокристалічний екран. Окрім модінгу також набув поширення ромхакінг — процес полягає у внесенні до rom-образів відеоігор модифікацій з метою зміни ігрової графіки, тексту, рівнів та інших складових.
У 2005 році Nintendo анонсувала плани по створенню сервісу для завантаження і запуску класичних ігор NES для Wii.
 Спочатку на сервісі, що отримав назву Virtual Console, були викладені Mario Bros., The Legend of Zelda і Donkey Kong, пізніше з'явилися хіти минулого Super Mario Bros., Punch-out!! і Metroid.